# Гулнара Бекирова
Гулнара Тасимовна Бекирова (на украински: Бекірова Гульнара Тасимівна, на руски: Гульнара Тасимовна Бекирова) е украинска историчка от кримскотатарски етнически произход, член на украинския клон на международния ПЕН клуб. Тя е автор и водещ на телевизионното предаване – „Исторически страници“ по АТР Симферопол, главен редактор на уеб проекта на „Крим и кримски татари“.

## Биография
Гулнара Бекирова е родена на 21 февруари 1968 г. в Мелитопол, Запорожка област, Украинска ССР, СССР. През 1994 г. завършва Московския държавен историко-архивен институт. След това е преподавател в катедрата по история на Кримския инженерно-педагогически университет в Симферопол. Защитава докторската си дисертация на тема „Национално движение на кримскотатарския народ за завръщане в историческата родина“. Ръководител е на проекта „Толерантни уроци – толерантно общество“.